# 刘河镇 (荥阳市)
刘河镇，是中华人民共和国河南省郑州市荥阳市下辖的一个乡镇级行政单位。

## 行政区划
刘河镇下辖以下地区：
官顶村、申庄村、反坡村、小寨村、徐沟村、庵上村、陈家岗村、架子沟村、刘河村、王河村、石庄村、分水岭村、任洼村、窝张村、花河村、陈庄村、二郎庙村、环翠峪村、东沟村、司庄村和杏花村。